# Syntormon dukha
Syntormon dukha är en tvåvingeart som beskrevs av Jennifer L. Hollis 1964. Syntormon dukha ingår i släktet Syntormon och familjen styltflugor.
Artens utbredningsområde är Nepal. Inga underarter finns listade i Catalogue of Life.